# Hospříz
Hospříz település Csehországban, a Jindřichův Hradec-i járásban. Hospříz Kačlehy, Blažejov, Člunek, Horní Pěna, Střížovice és Jindřichův Hradec településekkel határos. Lakosainak száma 444 fő (2024. január 1.).

## Népesség
A település lakosságának változását az alábbi diagram mutatja:
| Lakosok száma | 504  | 466  | 375  | 276  | 291  | 368  | 401  | 426  | 426  | 444  |
|               | 1869 | 1890 | 1921 | 1950 | 1980 | 2001 | 2017 | 2019 | 2022 | 2024 |